# Għarb
Għarb (in forma estesa maltese L-Għarb, in italiano storico anche Casal Garbo) è un paese dislocato nella parte più a ovest dell'isola di Gozo, Malta.

## La città
La parte più antica del borgo è visibile al centro della città, dove alcune case mostrano balconi in pietra finemente decorati. Għarb venne fatta parrocchia nel 1679, una mossa che dette impeto per la costruzione di una nuova chiesa parrocchiale barocca. Costruita dal 1699 al 1729, ha un'elegante facciata che è stata paragonata a quella di Francesco Borromini della Chiesa di Sant'Agnese in Agone in Piazza Navona a Roma. La piazza del paese, tipicamente gozitana, è diventata il soggetto di molte cartoline e foto. Su questa si affaccia un Museo del Folklore che ospita un'ampia gamma di memorabilia che raccontano la storia rurale dell'isola. Għarb si trova in uno dei luoghi più panoramici di Gozo: la collina di Dbiegi, il punto più alto dell'isola.
Sempre nelle vicinanze si trova la Basilica di ta' Pinu, principale luogo di pellegrinaggio dell'isola per il culto della Vergine Maria. È qui infatti che nel 1883 una donna del luogo sentì la voce della Madonna.

## Monumenti e luoghi d'interesse

### Santuario di Ta' Pinu

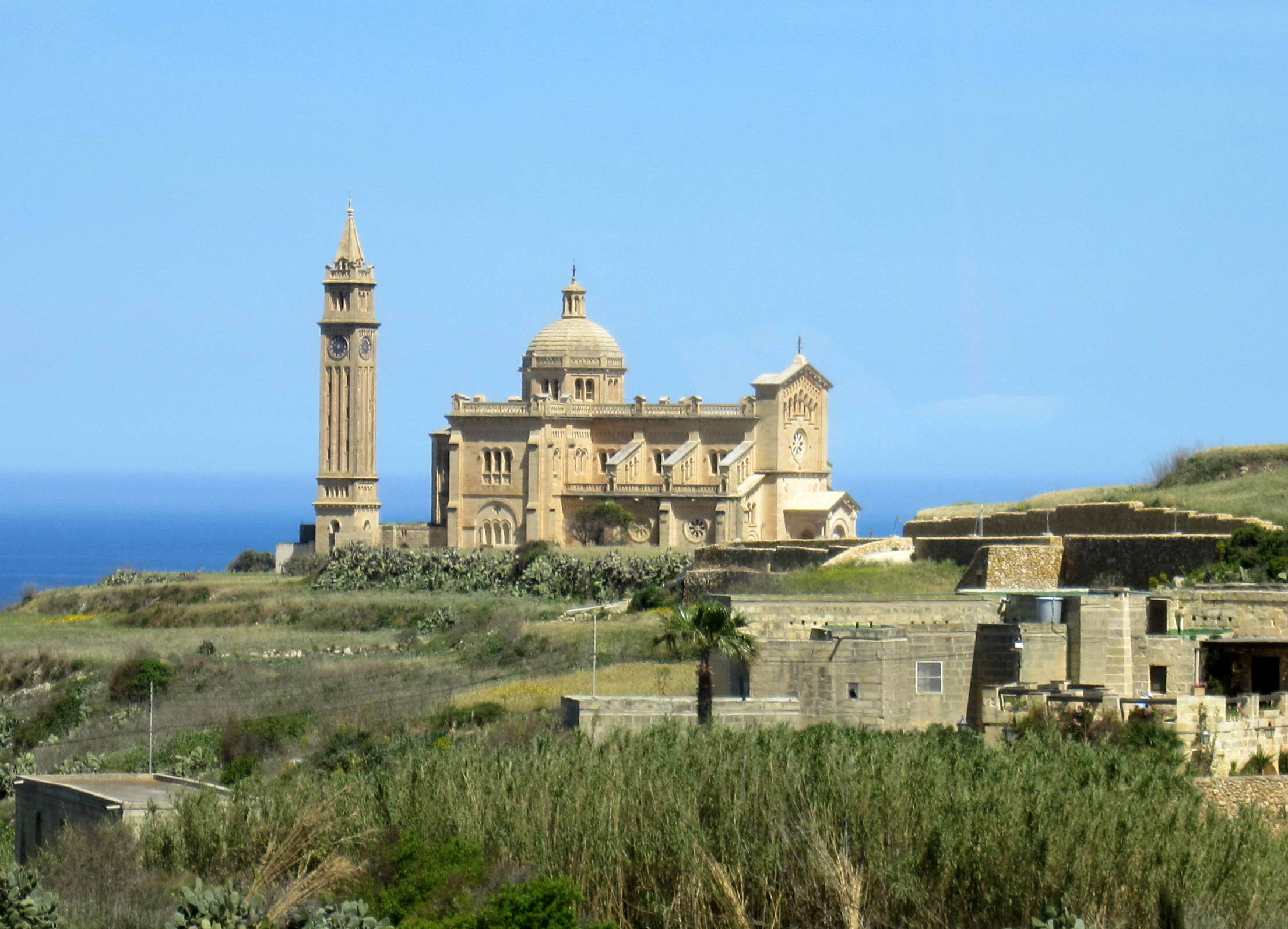
Il santuario di Ta' Pinu.

Il Santuario di Ta' Pinu fu eretto all'inizio degli anni venti dove nella cappella, ora inglobata nel santuario, nel 1883 una donna sentì la voce della Vergine Maria. Oggi è una meta di pellegrinaggio per molti maltesi.

### Cappella di San Demetrio
Questa cappella è stata costruita per la prima volta nel XV secolo da don Franġisk Depena. La prima volta in cui venne nominata questa cappella fu durante la visita di monsignor Dusina nel 1575, in cui nel suo rapporto dichiara di essere in pessimo stato. Dopo il restauro venne utilizzata fino al XVII secolo. Nel Maggio del 1657 alla visita pastorale del vescovo Balaguer la cappella si trovava nuovamente in pessimo stato. Il 29 aprile 1796 don Mario Vella ordina la ricostruzione della cappella, che fu nel 1800. Essa fu consacrata nel 1809 dall'Arciprete di Għarb, Don Publio Refalo.
La cappella è protagonista di un'antica leggenda, la quale narra la vicenda di un'anziana signora, Natalizja Cauchi, che abitava nei pressi della cappella insieme al figlio unico, Mattew. In quel periodo l'isola era spesso attaccata dai corsari o dagli ottomani, che distruggevano tutto ciò che trovavano schiavizzando la popolazione. Un giorno i turchi arrivarono dalla signora e le portarono via il figlio. Natalizja, disperata, invocava l'aiuto di San Demetrio, promettendo l'accensione di un lume nella cappella. Il Santo la sentì, e uscì in sella al suo cavallo dal quadro della cappella, arrivò cavalcando sul mare alla nave dei turchi e riportò il figlio alla madre. Qualche anno dopo, vi fu una scossa di terremoto e la cappella precipitò in mare ma, nonostante ciò, la cappella rimase intatta e spesso i marinai vedevano nelle profondità del mare la luce del lume dell'anziana signora.

## Geografia antropica

### Frazioni
- Birbuba
- Santu Pietru
- Il-Wilġa

## Amministrazione

### Gemellaggi
- Gerano, dal 2002[5]
- Torrent, dal 2006[6]
- Enna, dal 2006[7]
- Castrolibero, dal 2007[8]

## Galleria d'immagini di Għarb

Chiesa della Visitazione di Nostra Signora a S.Elisabetta
Cappella di San Demetrio
Cappella Taż-Żejt
Cappella di San Publio
Museo del Folclore di Għarb
Tipica Nicchia
Wied il-Mielaħ
Collina di Ta' Dbieġi